# VSD Rangers 2022
Questa voce raccoglie le informazioni riguardanti i VSD Rangers nelle competizioni ufficiali della stagione 2022.

## Divízió I 2022

### Stagione regolare
| 2 aprile 2022 1ª giornata | CFS Guardians | 8 – 33 | VSD Rangers |  |

| 17 aprile 2022 3ª giornata | VSD Rangers | 22 – 28 | Budapest Titans |  |

| 1º maggio 2022 5ª giornata | VSD Rangers | 40 – 34 | Budapest Cowbells 2 |  |

| 28 maggio 2022 9ª giornata | Szombathely Crushers | 13 – 14 | VSD Rangers |  |

| 12 giugno 2022 10ª giornata | VSD Rangers | 41 – 7 | DEAC Gladiators |  |

| 25 giugno 2022 11ª giornata | VSD Rangers | 30 – 2 | Tatabánya Mustangs |  |

### Playoff
| 9 luglio 2022 Semifinale | VSD Rangers | 0 – 6 | Szombathely Crushers |  |

## Statistiche di squadra
| Competizione      | %Vittorie | In casa | In casa | In casa | In casa | In casa | In casa | In trasferta | In trasferta | In trasferta | In trasferta | In trasferta | In trasferta | Totale | Totale | Totale | Totale | Totale | Totale |
| Competizione      | %Vittorie | G       | V       | N       | P       | Pf      | Ps      | G            | V            | N            | P            | Pf           | Ps           | G      | V      | N      | P      | Pf     | Ps     |
| ----------------- | --------- | ------- | ------- | ------- | ------- | ------- | ------- | ------------ | ------------ | ------------ | ------------ | ------------ | ------------ | ------ | ------ | ------ | ------ | ------ | ------ |
| Stagione regolare | .833      | 4       | 3       | 0       | 1       | 133     | 71      | 2            | 2            | 0            | 0            | 47           | 21           | 6      | 5      | 0      | 1      | 180    | 92     |
| Playoff           | .000      | 1       | 0       | 0       | 1       | 0       | 6       | 0            | 0            | 0            | 0            | 0            | 0            | 1      | 0      | 0      | 1      | 0      | 6      |
| Totale            | .714      | 5       | 3       | 0       | 2       | 133     | 77      | 2            | 2            | 0            | 0            | 47           | 21           | 7      | 5      | 0      | 2      | 180    | 98     |